# Tupolev Tu-204
Tupolev Tu-204 là một máy bay chở khách tầm trung hai động cơ của Nga có khả năng chở 212 hành khách. Được giới thiệu lần đầu năm 1989,được cho là sao chép với chiếc Boeing 757 của Hoa Kỳ .Nó được phát triển cho Aeroflot như một thay thế cho loại máy bay phản lực thân rộng ba động cơ tầm trung Tupolev Tu-154 .

## Thiết kế và phát triển
Tu-204 được thiết kế như một dòng máy bay hiện đại mới với các biến thể chở khách, chở hàng, hỗn hợp và cả phiên bản có thể chuyển đổi nhanh chóng. Đặc điểm của chiếc máy bay này là chi phí hoạt động thấp, tiếng ồn thấp, và tiêu thụ nhiên liệu ít. Tupolev Tu-204 có thể sử dụng cả động cơ Aviadvigatel PS-90 hay Rolls Royce RB.211. Nó được chế tạo tại hai trong số các nhà máy sản xuất máy bay lớn nhất của Nga tại Ulianovsk (Tu-204 series) và Kazan (Tu-214).

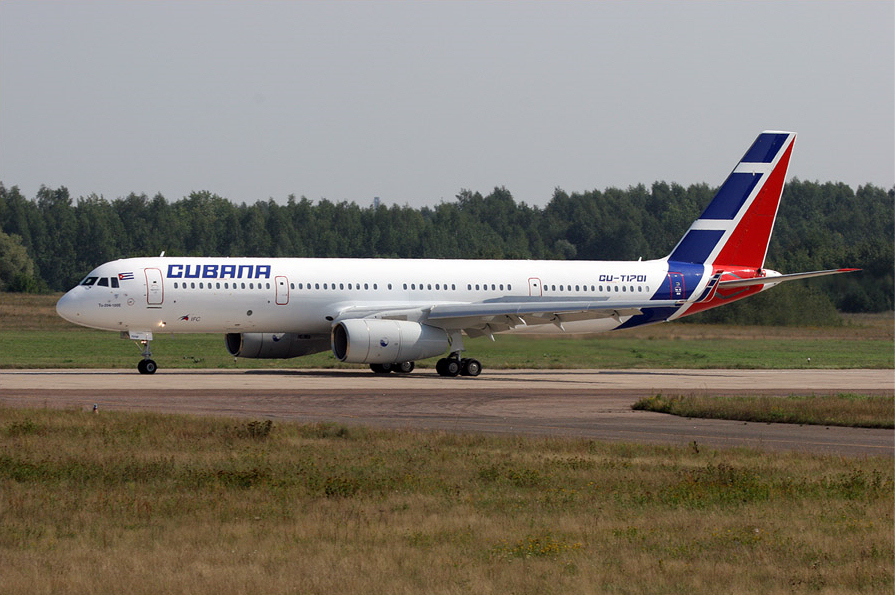
Một chiếc Tu-204-100E của Cubana, tháng 8 năm 2007

Cabin của Tu-204 có thể bố trí theo nhiều khách, gồm kiểu một hạng căn bản với 210 ghế; kiểu hai hay ba hạng với 164-193 ghế, theo yêu cầu của khách hàng. Một phiên bản vận tải Tu-204 đang được nhiều hãng hàng không ở châu Âu và Ai Cập sử dụng thành công.
Các khoang hạng thông thường và hạng thương gia đều có ghế hành khách với thiết kế bố trí cải tiến 3+3 và 2+2. Cabin hạng thương gia có khoảng cách ghế 810 mm. Cabin hành khách có thể được chia thành các khoang theo hạng với vách ngăn và rèm di chuyển. Các khoang được chiếu sáng bằng đèn phản chiếu. Các đèn phát quang ẩn được bố trí phía trên và dưới khoang hành lý phía trên dọc theo máy bay tạo ra ánh sáng đồng nhất và dễ chịu. Các khoang hành lý phía trên được thiết kế kín. Khối lượng hành lý ở khoang trên cho mỗi hành khách ở mức 0.052 m³.

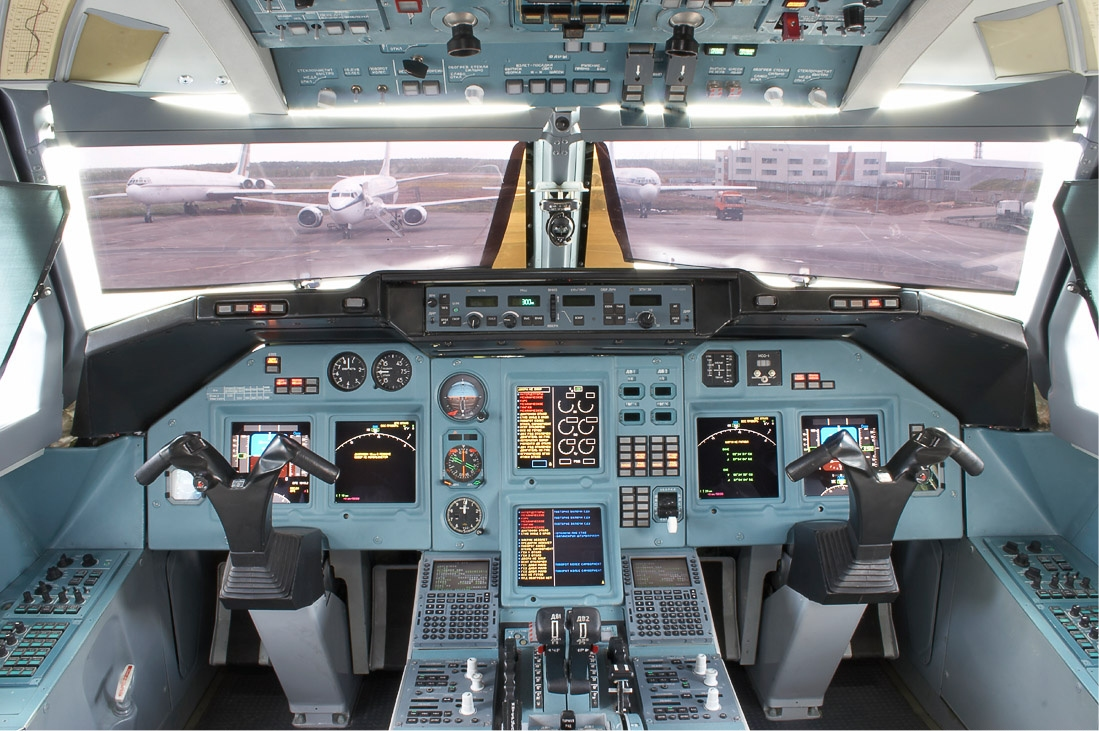
Buồng lái Tu-204 của Nga

Năm 1994, chiếc Tu-204 (với động cơ PS-90A) nhận được giấy chứng nhận đầu tiên. Sau đó các giấy chứng nhận khác đã cho phép mở rộng điều kiện hoạt động và cải tiến kiểu thiết kế tổng thể máy bay. Biến thể Tu-204-120, được chứng nhận với động cơ Rolls-Royce RB211-535E4, tương thích với các tiêu chuẩn tiếng ồn được miêu tả trong Chapter 3 của Supplement 16 của ICAO, vì thế tương thích với mọi quy định hiện tại của châu Âu và ICAO. Nó hiện đang trải qua quá trình cấp giấy chứng nhận của JAA.
Chiếc máy bay được chứng nhận theo các tiêu chuẩn AP-25 của Nga (đã được kết hợp với FAR-25 và JAR-25).

### Kỹ thuật
Tu-204 là một phần của một thế hệ máy bay Nga mới, gồm các phát triển gần đây khác như chiếc Ilyushin Il-96. Tu-204 mang nhiều cải tiến kỹ thuật như: 
- Fly-by-wire
- Buồng lái kính, có cả trong các biến thể Nga và phương Tây
- Cánh siêu tới hạn tân tiến được trang bị với các cánh nhỏ
- Các hệ thống điện tử tân tiến của Nga và phương Tây
- Chiếc máy bay đầu tiên do Nga chế tạo sử dụng động cơ của phương Tây (Rolls-Royce RB211-535)

## Biến thể

### Tu-204/204C
Tu-204 là model máy bay chở khách căn bản, và Tu-204C là model chở hàng hoá căn bản. Các model được sử dụng nhiều nhất là -100C và -120C.

### Tu-204-100/200
Đây là phiên bản đầu tiên, sử dụng động cơ phản lực cánh quạt đẩy Soloviev (hiện nay là 
Aviadvigatel) PS90 với lực đẩy 157 kN (35,300 lbf). Nó sử dụng động cơ và hệ thống điện tử Nga. Nó được chứng nhận tháng 1 năm 1995. Tu-204-200 là phiên bản nặng hơn với bình nhiên liệu phụ để tăng tầm hoạt động. Chỉ một chiếc được Aviastar-SP chế tạo tại Ulyanovsk nhưng vẫn chưa được giao hàng (RA64036). Hiện nay phiên bản này chỉ được chế tạo bởi KAPO tại Kazan và được đưa ra thị trường với tên định danh Tu-214. Tu-204-100C và Tu-204-200C là các phiên bản chở hàng với số đuôi -100 và -200, được trang bị cửa chất hàng chính phía trước. Hiện nay Tu-204-100/200 thường được cung cấp với động cơ phản lực cánh quạt đẩy cải tiến của Aviadvigatel PS90-A2, với giai đoạn sử dụng tăng 40% giữa các lần đại tu.
Tu-204-100 có trọng lượng cất cánh tối đa 103 mét tấn với tầm hoạt động khi chở 
196 hành khách ở kiểu bố trí hai hạng ghế là 4,600 km (2,500 hải lý).

### Tu-204-120/220/120C/220C
Để mở rộng sự hấp dẫn của sản phẩm, Tu-204-120/220 sử dụng các hệ thống điện tử và động cơ phương Tây. Nó sử dụng 2 động cơ Rolls-Royce RB211-535 mỗi chiếc tạo 192 kN (43,100 lbf) lực đẩy. Cairo Aviation của Ai Cập đã trở thành bên sử dụng đầu tiên khi nhận giao hàng một chiếc Tu-204-120 và phiên bản chở hàng của nó Tu-120C, vào tháng 11 năm 1998. Tu-204-220 và Tu-220C, phiên bản chở hàng, là một biến thể trọng lượng lớn của model Tu-204-120 căn bản.
Tu-204-120 có trọng lượng cất cánh tối đa 103 mét tấn và tầm hoạt động với 
196 hành khách ở 2 hạng là 4,600 km (2,500 hải lý).

### Tu-204-300
Đây là một biến thể được rút ngắn với tầm hoạt động và hiệu năng lớn hơn của Tu-204. Nó ngắn hơn loại Tu-204 căn bản 6 mét (24 feet). Nó được sản xuất theo hai phiên bản; phiên bản nặng và có tầm hoạt động lớn hơn sử dụng động cơ phản lực cánh quạt đẩy Aviadvigatel PS90-A2 với trọng lượng cất cánh tối đa 103 mét tấn và tầm hoạt động với 166 hành khách lên tới 9,300 km (5,000 hải lý) và phiên bản nhẹ với tầm hoạt động nhỏ hơn có trọng lượng cất cánh tối đa 89 mét tấn và tầm hoạt động với 166 hành khách là 3,500 km (1,900 hải lý). Hãng hàng không Nga Vladivostok Air là bên sử dụng đầu tiên. Những chiếc máy bay của hãng này bố trí hai hạng ghế với 142 hành khách. Air Koryo cũng sử dụng loại máy bay này và hiện điều hành một chiếc Tu-204-300 và đã đặt hàng một chiếc nữa với lựa chọn thay thế 5 chiếc Tu-154 và 4 chiếc Il-62M, những chiếc Tu-204 hoạt động trên tuyến Bình Nhưỡng-Bắc Kinh, Bangkok, Singapore, Vladivostok và Thẩm Dương.

### Tu-204-500
Đây là một phiên bản của Tu-204-300 được chuyên biệt cho các chặng đường ngắn, với cánh nhỏ hơn, tăng tốc bay tiết kiệm nhiên liệu lên Mach 0.84, khiến nó trở thành một đối thủ cạnh tranh của thế hệ Boeing 737 tiếp theo. Nó được xếp hạng ETOPS và được trang bị APU Honeywell 331-200ER.

### Tu-206
Biến thể này là một máy bay thí nghiệm của công ty về các loại nhiên liệu thay thế, bay bằng khí tự nhiên hoá lỏng.

### Tu-214
Tu-214 cũng là một biến thể của Tu-204. Về kỹ thuật nó là một chiếc Tu-204-200, một trong những khác biệt là nó được sản xuất bởi một nhà máy khác. Các máy bay được đặt tên định danh Tu-204 được sản xuất ở Ulyanovsk bởi Aviastar-SP; Tu-214 tại Kazan bởi Liên hiệp Sản xuất Hàng không Kazan (KAPO) . Cả hai nhà máy đều độc lập với phòng thiết kế Tupolev và có một số quyền kiểm soát với bản thiết kế biến thể mà họ chế tạo.
Khác biệt chính là một cửa chính rộng hết cỡ ở phía trái thân chính ngay trước cánh. Tu-204 có hai cửa chính và 2 cửa thoát hiểm. Tu-214 có 3 cửa và một cửa thoát hiểm.
Tháng 6 năm 2007 tổng cộng 10 máy bay Tupolev Tu-214 đang hoạt động hàng không với 14 chiếc đang được đặt hàng. Các bên sử dụng Tu-214 là: Dalavia (5), KrasAir (1) và Rossiya (3). Transaero có đơn hàng 10 chiếc nữa cho loại này. Hãng này hiện điều hành hai chiếc Tu-214.
Một số máy bay trắc đạc địa hình Tu-214-ON của Liên bang Nga đang được chuyển đổi thành máy bay trinh sát quân sự sau khi Mỹ tuyên bố rút khỏi Hiệp ước bầu trời mở.

## Bên sử dụng
Tất cả các bên sử dụng:
| Hãng hàng không                                                | Kiểu máy bay               | Đưa vào sử dụng | Đặt hàng      |
| -------------------------------------------------------------- | -------------------------- | --------------- | ------------- |
| Cairo Aviation                                                 | 204-120                    | 3               | 0             |
| Cairo Aviation                                                 | 204-120C                   | 2               | 0             |
| Dalavia                                                        | 214                        | 5               | 0             |
| Air China Cargo                                                | 204-120CE                  | 1               | 4 (đã huỷ bỏ) |
| Aviastar-TU Co. Ltd                                            | 204                        | 3               | 0             |
| Kavminvodyavia                                                 | 204-200                    | 2               | 2             |
| KrasAir                                                        | 3 x 204-100 / 1 x 214      | 3               | 0             |
| Rossiya                                                        | 2 x 204 / 3 x 214          | 5               | 0             |
| Công ty tài chính Ilyushin                                     | 31 x 204                   | 0               | 31            |
| Vladivostok Avia                                               | 204-300                    | 6               | 0             |
| Cubana                                                         | 1 x 204-100CE 2 x 204-100E | 3               | 1             |
| Air Koryo                                                      | 204-300                    | 1               | 1             |
| Syrian Arab Airlines°                                          | 204                        | 0               | 2             |
| Transaero°°°                                                   | 214                        | 2               | 8             |
| Iran Air°°°° cho Iran Air Tours                                | 204-100                    | 0               | 35            |
| Sirocco Aerospace°°                                            | 204-120                    | 25              | 0             |
| Blue Wings Lưu trữ ngày 8 tháng 6 năm 2009 tại Wayback Machine | 204 CM                     | 0               | 5             |
| Red Wings                                                      | 204-100                    | 8               | 2             |
| Tổng cộng                                                      |                            | 71              | 67            |

° Lần giao hàng sớm nhất dự định diễn ra năm 2008.

°° Công ty cho thuê Ai Cập.

°°° Hãng hàng không này hiện điều hành một chiếc Tu-214 duy nhất.

°°°° Được cho thuê bởi Sirocco Aerospace dự định chuyển giao năm 2008.
°°°° Tháng 10 năm 2008, cả Iran và Nga thông báo rằng một thoả thuận chế tạo và sử dụng lên tới 100 máy bay Tu-204 / 214 tại Iran đang được xem xét và đang ở giai đoạn cuối

## Đặc điểm kỹ thuật (Tu-204)
- Phi đoàn: 2 (3 trên Máy bay chở hàng -120CE, Cơ trưởng, Sĩ quan hạng nhất và Kỹ sư máy)
- Sức chở: Tu-204-200: 212 ở hai hạng, Tu-224/234: 166 một hàng
- Chất tải: ()
- Chiều dài: 46.10 m (151 ft 3 in)
- Sải cánh: 41.80 m (137 ft 2 in)
- Chiều cao: 13.90 m (45 ft 7 in)
- Diện tích cánh: 182.4 m² (1963 ft²)
- Trọng lượng rỗng: Tu-204-100: 58,300 kg (128,530 lb) (Tu-204-200: 59,000 kg (130,070 lb))
- Trọng lượng chất tải: ()
- Chất tải hữu ích: ()
- Trọng lượng cất cánh tối đa: Tu-204-100: 94,600 kg (208,550 lb) (Tu-204-200: 110,750 kg (244,155 lb))
- Động cơ (tuốc bin phản lực cánh quạt)=Tu-204-100: Aviadvigatel PS-90A
- Số lượng động cơ: 2
- Công suất: 158.3 kN (35,580 lbf)
- Tốc độ tối đa: 900 km/h (560 mph)
- Tốc độ bay tiết kiệm nhiên liệu tối đa: 810 tới 850 km/h (500 tới 530 mph)
- Tốc độ chòng trành:
- Tốc độ không được vượt quá:
- Tầm hoạt động: (Tu-204-100) 6,500 km (Tu-204-120) 6,300 km (Tu-214) 6,700 km (Tu-204-300) 9400 km
- Trần bay:
- Tốc độ lên:
- Chất tải:
- Lực đẩy/trọng lượng: